# Discografia de Daniel
A discografia do cantor, compositor e produtor brasileiro Daniel em carreira solo consiste em 16 álbuns de estúdio, 8 álbuns ao vivo, 2 extended plays (EPs), 1 box set, 13 álbuns de compilação, 86 singles (além de 14 singles promocionais), 10 DVDs e 33 videoclipes (além de 2 lyric videos). Desde muito novo, Daniel começou a se apresentar em festivais regionais de música sertaneja nos finais de semana, onde conheceu João Paulo. A dupla foi formada em 1980, e começou a fazer pequenos shows em circos e festivais.
Alguns anos depois, assinaram com a Chantecler (atual Warner Music). Seus dois primeiros álbuns Amor Sempre Amor (1985) e Planeta Coração (1987), tiveram um desempenho ruim e vendas baixas, atingindo cerca de 25 e 50 mil cópias respectivamente. Impulsionados pelo sucesso de "Desejo de Amar", seu próximo álbum Vol. 3 (1991), teve um relativo sucesso, vendendo 90 mil cópias, assim como seu álbum seguinte, Vol. 4 (1992). Seu sucesso foi consolidado por Vol. 5 (1993), recebendo disco de platina. O próximo álbum, Vol. 6 (1995), duplicou o número de vendas, recebendo disco de platina duplo. Eles se consagraram com Vol. 7 (1996) e Vol. 8 (1997), através das canções "Estou Apaixonado", versão para "Estoy Enamorado", de Donato & Estefano, e "Te Amo Cada Vez Mais", versão para "To Love You More", de Céline Dion, com ambos recebendo disco de diamante. Ao todo, a dupla vendeu mais de 5 milhões de cópias (ver: Discografia de João Paulo & Daniel), porém chegou ao fim no mesmo ano, após João Paulo falecer em um acidente de carro. Um projeto póstumo foi lançado, o DVD Ao Vivo (1997), e recebeu disco de diamante.
Após a morte de seu parceiro, Daniel seguiu carreira solo, lançando Daniel (1998) e Vou Levando a Vida (1999), com ambos recebendo disco de diamante. Em seguida, lançou Meu Reino Encantado (2000) e Quando o Coração Se Apaixona (2000), recebendo platina duplo e platina triplo, respectivamente. Em 2001, lançou seu primeiro, e único, álbum em espanhol, En Español, que vendeu cerca de 100 mil cópias, e seu primeiro DVD, Ao Vivo, recebendo dois discos de diamante. Em 2002, lançou Um Homem Apaixonado que recebeu disco de platina duplo. Seu segundo DVD 20 Anos de Carreira - Ao Vivo (2003) recebeu discos de platina e diamante. Meu Reino Encantado II (2003) recebeu disco de ouro, e Em Qualquer Lugar do Mundo (2004), disco de platina. Meu Reino Encantado III (2005) recebeu disco de ouro, e seu terceiro DVD Te Amo Cada Vez Mais - Ao Vivo (2005), discos de ouro e platina. Amor Absoluto (2006) e Difícil Não Falar de Amor (2008) receberam indicações ao Grammy Latino, e o último, disco de platina. Com a trilha sonora As Músicas do Filme "O Menino da Porteira" (2009), Daniel conquistou seu primeiro Grammy Latino.
Em 2010, o cantor assinou com a Som Livre, onde lançou apenas o DVD Raízes, que recebeu disco de ouro. No ano seguinte, assinou com a Sony Music, lançando Pra Ser Feliz, o DVD 30 Anos - O Musical (2013), que recebeu disco de ouro, e o EP de mesmo nome em 2014. Depois, assinou com a Universal Music, onde lançou dois DVDs, In Concert em Brotas (2015), que recebeu dois discos de ouro, e Daniel (2016), que conquistou disco de ouro e seu segundo Grammy Latino. Em carreira solo, Daniel vendeu mais de 10 milhões de cópias.
A partir de 2019, Daniel passou a realizar seus projetos de forma independente, através da Daniel Promoções Artísticas Ltda., com distribuição da ONErpm. Seu primeiro lançamento foi o DVD Show Homenagem a Nossa Senhora Aparecida (2019), em seguida o EP Daniel em Casa (2021), um compilado de seus mais recentes lançamentos. Em 2022, lançou Meu Reino Encantado - De Pai pra Filho, em parceira com seu pai José Camillo, e deu início ao projeto Duas Vozes, onde trás diversas parcerias inesperadas. Em 2023, lançou o DVD 40 Anos - Celebra João Paulo & Daniel, feito em homenagem ao seu falecido parceiro. Em 2024, assinou com a Believe Music Brasil, e lançou o EP Minhas Canções em parceria com o cantor e compositor Peninha.

## Álbuns

### Álbuns de estúdio
| Daniel - Lançamento: 3 de agosto de 1998 - Gravadora: Warner Music - Formatos: CD, download digital                                                             | —  | - PMB: Diamante - Vendas totais: 1.300.000        |
| Vou Levando a Vida - Lançamento: 3 de agosto de 1999 - Gravadora: Warner Music - Formatos: CD, download digital                                                 | —  | - PMB: Diamante - Vendas totais: 1.000.000        |
| Meu Reino Encantado - Lançamento: 5 de julho de 2000 - Gravadora: Warner Music - Formatos: CD, download digital                                                 | —  | - PMB: 2× Platina - Vendas totais: 500.000*       |
| Quando o Coração Se Apaixona - Lançamento: 16 de novembro de 2000 - Gravadora: Warner Music - Formatos: CD, download digital                                    | —  | - PMB: 3× Platina - Vendas totais: 750.000        |
| En Español - Lançamento: Maio de 2001 - Gravadora: Warner Music - Formatos: CD, download digital                                                                | —  | - Vendas totais: 100.000                          |
| Um Homem Apaixonado - Lançamento: 2002 - Gravadora: Warner Music - Formatos: CD, download digital                                                               | 7  | - PMB: 2× Platina - Vendas totais: 600.000        |
| Meu Reino Encantado II - Lançamento: 10 de outubro de 2003 - Gravadora: Warner Music - Formatos: CD, download digital                                           | —  | - PMB: Ouro - Vendas totais: 100.000              |
| Em Qualquer Lugar do Mundo - Lançamento: 4 de julho de 2004 - Gravadora: Warner Music - Formatos: CD, download digital                                          | 18 | - PMB: Platina - Vendas totais: 125.000*          |
| Meu Reino Encantado III - Lançamento: 25 de julho de 2005 - Gravadora: Warner Music - Formatos: CD, download digital                                            | 7  | - PMB: Ouro - Vendas totais: 100.000              |
| Amor Absoluto - Lançamento: 14 de julho de 2006 - Gravadora: Warner Music - Formatos: CD, download digital                                                      | —  |                                                   |
| Difícil Não Falar de Amor - Lançamento: 27 de maio de 2008 - Gravadora: Warner Music - Formatos: CD, download digital                                           | 19 | - PMB: Platina - Vendas totais: 100.000*          |
| As Músicas do Filme "O Menino da Porteira" - Lançamento: 24 de fevereiro de 2009 - Gravadora: Warner Music - Formatos: CD, download digital                     | —  |                                                   |
| Pra Ser Feliz - Lançamento: 5 de setembro de 2011 - Gravadora: Sony Music - Formatos: CD, download digital                                                      | —  |                                                   |
| Daniel - Lançamento: 16 de setembro de 2016 - Gravadora: Universal Music - Formatos: CD, DVD, download digital                                                  | —  | - PMB: Ouro - Vendas totais: 80.000.000* (stream) |
| Meu Reino Encantado - De Pai pra Filho - Lançamento: 2 de setembro de 2022 - Gravadora: Daniel Promoções Artísticas Ltda. - Formatos: LP, DVD, download digital | —  |                                                   |
| Duas Vozes - Lançamento: 9 de setembro de 2022 - Gravadora: Daniel Promoções Artísticas Ltda. - Formatos: Download digital                                      | —  |                                                   |
| * número de vendas baseado na certificação. |    |                                                   |

### Álbuns ao vivo
| Ao Vivo - Lançamento: 1 de outubro de 2001 - Gravadora: Warner Music - Formatos: CD, DVD, download digital                                                    | 7 (CD)        | - PMB: Diamante (CD) - Vendas totais: 1.000.000* - PMB: Diamante (DVD) - Vendas totais: 100.000* |
| Ao Vivo - Lançamento: 1 de outubro de 2001 - Gravadora: Warner Music - Formatos: CD, DVD, download digital                                                    | 12 (DVD)      | - PMB: Diamante (CD) - Vendas totais: 1.000.000* - PMB: Diamante (DVD) - Vendas totais: 100.000* |
| 20 Anos de Carreira - Ao Vivo - Lançamento: 2003 - Gravadora: Warner Music - Formatos: CD, DVD, download digital                                              | 20 (DVD/2003) | - PMB: Platina (CD) - Vendas totais: 250.000* - PMB: Diamante (DVD) - Vendas totais: 100.000*    |
| 20 Anos de Carreira - Ao Vivo - Lançamento: 2003 - Gravadora: Warner Music - Formatos: CD, DVD, download digital                                              | 19 (DVD/2004) | - PMB: Platina (CD) - Vendas totais: 250.000* - PMB: Diamante (DVD) - Vendas totais: 100.000*    |
| Te Amo Cada Vez Mais - Ao Vivo - Lançamento: 18 de novembro de 2005 - Gravadora: Warner Music - Formatos: CD, DVD, download digital                           | —             | - PMB: Ouro (CD) - Vendas totais: 100.000* - PMB: Platina (DVD) - Vendas totais: 50.000*         |
| Raízes - Lançamento: 10 de abril de 2010 - Gravadora: Som Livre - Formatos: CD, DVD, Blu-ray, download digital                                                | —             | - PMB: Ouro (DVD) - Vendas totais: 25.000*                                                       |
| 30 Anos - O Musical - Lançamento: 16 de outubro de 2013 - Gravadora: Sony Music - Formatos: DVD, download digital                                             | 13            | - PMB: Ouro - Vendas totais: 35.000                                                              |
| In Concert em Brotas - Lançamento: 23 de outubro de 2015 - Gravadora: Universal Music - Formatos: CD, DVD, download digital                                   | 19 (CD)       | - PMB: Ouro (DVD) - Vendas totais: 25.000* - PMB: Ouro - Vendas totais: 80.000.000* (stream)     |
| Show Homenagem a Nossa Senhora Aparecida - Lançamento: 13 de outubro de 2019 - Gravadora: Daniel Promoções Artísticas Ltda. - Formatos: DVD, download digital | —             |                                                                                                  |
| 40 Anos - Celebra João Paulo & Daniel - Lançamento: 12 de maio de 2023 - Gravadora: Daniel Promoções Artísticas Ltda. - Formatos: Download digital            | —             |                                                                                                  |
| * número de vendas baseado na certificação. |               |                                                                                                  |

### Extended plays(EPs)
| Detalhes do álbum |
| --- |
| 30 Anos - O Musical - Lançamento: 8 de julho de 2014 - Gravadora: Sony Music - Formatos: EP, download digital                                 |
| Daniel em Casa - Lançamento: 26 de março de 2021 - Gravadora: Daniel Promoções Artísticas Ltda. - Formatos: Download digital                  |
| Minhas Canções (com Peninha) - Lançamento: 5 de novembro de 2024 - Gravadora: Peninha Promoções Artísticas Ltda. - Formatos: Download digital |

### Box set
| Detalhes do álbum                                                                                                  |
| --- |
| Meu Reino Encantado - A Coleção - Lançamento: 29 de novembro de 2006 - Gravadora: Warner Music - Formatos: Box set |

### Álbuns de compilação
| Todo Amor de Daniel - Lançamento: 2001 - Gravadora: Warner Music - Formatos: CD                          |                                      |
| Momentos Mágicos - Ao Vivo - Lançamento: 2002 - Gravadora: Warner Music - Formatos: CD, download digital |                                      |
| Grandes Sucessos - Lançamento: 2003 - Gravadora: Warner Music - Formato: CD                              |                                      |
| Warner 30 Anos - Lançamento: 2006 - Gravadora: Warner Music - Formatos: CD                               |                                      |
| Warner 30 Anos - Meu Reino Encantado - Lançamento: 2006 - Gravadora: Warner Music - Formatos: CD         |                                      |
| Nova Série - Lançamento: 2007 - Gravadora: Warner Music - Formatos: CD                                   |                                      |
| Nova Série - Meu Reino Encantado - Lançamento: 2007 - Gravadora: Warner Music - Formatos: CD             |                                      |
| O Melhor do Bailão do Daniel - Lançamento: 2007 - Gravadora: Warner Music - Formatos: CD                 | - Vendas totais: 30.000              |
| O Melhor do Bailão Romântico do Daniel - Lançamento: 2007 - Gravadora: Warner Music - Formatos: CD       |                                      |
| Em Foco - Lançamento: 2007 - Gravadora: Som Livre - Formatos: CD                                         | - PMB: Ouro - Vendas totais: 60.000* |
| Para Sempre Meu Reino - Lançamento: 2010 - Gravadora: Warner Music - Formatos: CD                        |                                      |
| Declaração de Amor - Vol. 1 - Lançamento: 2010 - Gravadora: Warner Music - Formatos: CD                  |                                      |
| Declaração de Amor - Vol. 2 - Lançamento: 2010 - Gravadora: Warner Music - Formatos: CD                  |                                      |
| * número de vendas baseado na certificação.                                                              |                                      |

## Singles
| Ano                  | Single                                                                      | Melhores posições | Álbum                                      |
| Ano                  | Single                                                                      | BRA (Anual)       | Álbum                                      |
| -------------------- | --------------------------------------------------------------------------- | ----------------- | ------------------------------------------ |
| 1998                 | "Adoro Amar Você"                                                           | —                 | Daniel                                     |
| 1998                 | "Declaração de Amor"                                                        | 90 (1998)         | Daniel                                     |
| 1998                 | "Declaração de Amor"                                                        | 81 (1999)         | Daniel                                     |
| 1998                 | "Dengo"                                                                     | —                 | Daniel                                     |
| 1999                 | "Pra Falar a Verdade"                                                       | 3                 | Daniel                                     |
| 1999                 | "Me Guardo Pra Você"                                                        | —                 | Daniel                                     |
| 1999                 | "Vai Dar Samba"                                                             | 13 (1999)         | Vou Levando a Vida                         |
| 1999                 | "Vai Dar Samba"                                                             | 12 (2000)         | Vou Levando a Vida                         |
| 1999                 | "Vou Levando a Vida"                                                        | —                 | Vou Levando a Vida                         |
| 2000                 | "A Gata do Milênio"                                                         | —                 | Vou Levando a Vida                         |
| 2000                 | "Que Era Eu"                                                                | —                 | Vou Levando a Vida                         |
| 2000                 | "Meu Reino Encantado" (part. José Camillo)                                  | —                 | Meu Reino Encantado                        |
| 2000                 | "Quando o Coração Se Apaixona"                                              | 56                | Quando o Coração Se Apaixona               |
| 2001                 | "Tá Faltando Alguém"                                                        | —                 | Quando o Coração Se Apaixona               |
| 2001                 | "Seus Beijos"                                                               | 45                | Quando o Coração Se Apaixona               |
| 2001                 | "Um Beijo Pra Me Enlouquecer"                                               | —                 | Quando o Coração Se Apaixona               |
| 2001                 | "Embriagado de Amor"                                                        | —                 | Quando o Coração Se Apaixona               |
| 2001                 | "Estoy Enamorado"                                                           | —                 | En Español                                 |
| 2001                 | "Só Seu Amor Não Vai Embora"                                                | 57                | Ao Vivo                                    |
| 2002                 | "Alguém / Minha Estrela Perdida"                                            | —                 | Ao Vivo                                    |
| 2002                 | "A Jiripoca Vai Piar"                                                       | —                 | Ao Vivo                                    |
| 2002                 | "Vida Minha"                                                                | 23                | Um Homem Apaixonado                        |
| 2002                 | "Dá-Me, Dá-Me (Dame Dame)"                                                  | 53                | Um Homem Apaixonado                        |
| 2002                 | "Um Homem Apaixonado"                                                       | —                 | Um Homem Apaixonado                        |
| 2003                 | "Evidências"                                                                | 51 (2003)         | 20 Anos de Carreira - Ao Vivo              |
| 2003                 | "Evidências"                                                                | 65 (2004)         | 20 Anos de Carreira - Ao Vivo              |
| 2003                 | "Eu Sem Você"                                                               | —                 | 20 Anos de Carreira - Ao Vivo              |
| 2003                 | "Encantos da Natureza" (part. José Camillo)                                 | —                 | Meu Reino Encantado II                     |
| 2004                 | "Jogado na Rua"                                                             | 28                | Em Qualquer Lugar do Mundo                 |
| 2004                 | "Querida (Herida)"                                                          | —                 | Em Qualquer Lugar do Mundo                 |
| 2004                 | "Os Amantes"                                                                | 41                | Em Qualquer Lugar do Mundo                 |
| 2005                 | "Em Qualquer Lugar do Mundo"                                                | —                 | Em Qualquer Lugar do Mundo                 |
| 2005                 | "A Chama do Amor (La Clave del Amor)"                                       | —                 | Em Qualquer Lugar do Mundo                 |
| 2005                 | "Sombra Boa e Água Fresca"                                                  | —                 | Em Qualquer Lugar do Mundo                 |
| 2005                 | "Desatino"                                                                  | —                 | Meu Reino Encantado III                    |
| 2005                 | "Mala Amarela" (part. José Camillo)                                         | —                 | Meu Reino Encantado III                    |
| 2005                 | "Os Amantes"                                                                | —                 | Te Amo Cada Vez Mais - Ao Vivo             |
| 2005                 | "Desejo de Amar"                                                            | —                 | Te Amo Cada Vez Mais - Ao Vivo             |
| 2006                 | "Quem Diria, Hein?"                                                         | 34                | Amor Absoluto                              |
| 2006                 | "Que Qui Tem, Que Qui Tem"                                                  | —                 | Amor Absoluto                              |
| 2006                 | "Quando Acaba Uma Paixão"                                                   | 88 (2006)         | Amor Absoluto                              |
| 2006                 | "Quando Acaba Uma Paixão"                                                   | 70 (2007)         | Amor Absoluto                              |
| 2007                 | "Amor Absoluto"                                                             | 74                | Amor Absoluto                              |
| 2007                 | "Tem Alguém no Seu Lugar"                                                   | —                 | Amor Absoluto                              |
| 2007                 | "A Primeira Letra"                                                          | —                 | Amor Absoluto                              |
| 2008                 | "Difícil Não Falar de Amor"                                                 | 34                | Difícil Não Falar de Amor                  |
| 2008                 | "Metade com Metade"                                                         | —                 | Difícil Não Falar de Amor                  |
| 2008                 | "Quase Louco"                                                               | 44                | Difícil Não Falar de Amor                  |
| 2008                 | "Amiga"                                                                     | —                 | Difícil Não Falar de Amor                  |
| 2008                 | "Pra Sempre Te Amar"                                                        | —                 | Difícil Não Falar de Amor                  |
| 2009                 | "O Menino da Porteira"                                                      | 90                | As Músicas do Filme "O Menino da Porteira" |
| 2009                 | "Tocando em Frente"                                                         | —                 | As Músicas do Filme "O Menino da Porteira" |
| 2010                 | "Tenho Que Sonhar"                                                          | —                 | Raízes                                     |
| 2010                 | "Do Outro Lado do Rádio"                                                    | —                 | Raízes                                     |
| 2011                 | "Por Amor Vai Sofrer"                                                       | —                 | Raízes                                     |
| 2011                 | "Tá no Coração"                                                             | —                 | Pra Ser Feliz                              |
| 2011                 | "Eu Amo Amar Você"                                                          | —                 | Pra Ser Feliz                              |
| 2012                 | "E Agora?"                                                                  | —                 | Pra Ser Feliz                              |
| 2012                 | "Pra Ser Feliz"                                                             | —                 | Pra Ser Feliz                              |
| 2013                 | "Tantinho"                                                                  | 75                | 30 Anos - O Musical                        |
| 2013                 | "Maravida"                                                                  | —                 | 30 Anos - O Musical (EP)                   |
| 2013                 | "Fale um Pouco de Você"                                                     | 90                | 30 Anos - O Musical (EP)                   |
| 2014                 | Estou Apaixonado (Estoy Enamorado) (part. Thalía)                           | —                 | 30 Anos - O Musical (EP)                   |
| 2014                 | "Meu Mundo e Nada Mais" (part. Guilherme Arantes)                           | 30                | 30 Anos - O Musical (EP)                   |
| 2015                 | "Apenas Mais Uma de Amor"                                                   | —                 | In Concert em Brotas                       |
| 2016                 | "Inevitavelmente"                                                           | 60                | Daniel                                     |
| 2017                 | "Amores Seletivos"                                                          | —                 | Daniel                                     |
| 2017                 | "Desandou"                                                                  | —                 | Daniel                                     |
| 2018                 | "Discurso Ensaiado / citação musical: Adoro Amar Você" (part. Luan Santana) | —                 | Daniel                                     |
| 2018                 | "A Paz (Heal the World)" (part. The Melisizwe Brothers)                     | —                 | Show Homenagem a Nossa Senhora Aparecida   |
| 2019                 | "Raridade"                                                                  | —                 | Show Homenagem a Nossa Senhora Aparecida   |
| 2019                 | "Casava de Novo"                                                            | 29                | Daniel em Casa                             |
| 2019                 | "Além da Vida"                                                              | 90                | Daniel em Casa                             |
| 2020                 | "Você Não Vai Me Encontrar (Ya No Me Vas Encontrar)"                        | —                 | Daniel em Casa                             |
| "Tudo na Vida Passa" | —                                                                           |                   | Daniel em Casa                             |
| "Eu Não Te Amo"      | —                                                                           |                   | Daniel em Casa                             |
| "Te Trago à Tona"    | —                                                                           |                   | Daniel em Casa                             |
| 2021                 | "Amei Uma Vez Só"                                                           | —                 | Daniel em Casa                             |
| 2021                 | "Anjo (Angel)" (part. Jon Secada)                                           | —                 | Daniel em Casa                             |
| 2021                 | "Tempo"                                                                     | —                 | Não adicionado à nenhum álbum              |
| 2022                 | "Viva o Nosso Amor"                                                         | 54                | Não adicionado à nenhum álbum              |
| 2022                 | "Sou Seu Fã" (part. José Camillo)                                           | —                 | Meu Reino Encantado - De Pai pra Filho     |
| 2022                 | "Adoro Amar Você" (part. Vitor Kley)                                        | —                 | Duas Vozes                                 |
| 2022                 | "Romaria" (part. Seu Jorge)                                                 | —                 | Duas Vozes                                 |
| 2022                 | "Tantinho" (part. Lara)                                                     | —                 | Duas Vozes                                 |
| 2022                 | "Tocando em Frente" (part. Priscilla Alcantara)                             | —                 | Duas Vozes                                 |
| 2023                 | "Estou Apaixonado (Estoy Enamorado)" (part. Iza)                            | —                 | Duas Vozes                                 |
| 2023                 | "Desejo de Amar" (part. Duda Beat)                                          | —                 | Duas Vozes                                 |
| 2023                 | "Estou Apaixonado (Estoy Enamorado)" (part. Todos os convidados)            | —                 | 40 Anos - Celebra João Paulo & Daniel      |
| 2023                 | "Te Amo Cada Vez Mais (To Love You More)" (part. Gloria Groove)             | —                 | Duas Vozes                                 |

### Singlespromocionais
| Ano  | Single                                                        | Álbum                              |
| ---- | ------------------------------------------------------------- | ---------------------------------- |
| 1998 | "Doendo de Saudade"                                           | Daniel                             |
| 1999 | "No Ponto Pra Mim"                                            | Vou Levando a Vida                 |
| 1999 | "Vou Levando a Vida"                                          | Vou Levando a Vida                 |
| 2001 | "Meu Lamento é Chorar"                                        | Quando o Coração Se Apaixona       |
| 2001 | "Estou Apaixonado (Estoy Enamorado)"                          | Ao Vivo                            |
| 2002 | "O Mais Importante é o Verdadeiro Amor (Tanta Voglia Di Lei)" | Um Homem Apaixonado                |
| 2002 | "Esperança"                                                   | Um Homem Apaixonado                |
| 2008 | "Lembranças ao Vento"                                         | Difícil Não Falar de Amor          |
| 2008 | "Coração de Menino"                                           | Difícil Não Falar de Amor          |
| 2010 | "Disparada"                                                   | Raízes                             |
| 2011 | "Se Eu Não Te Amasse Tanto Assim"                             | Música divulgada apenas nas rádios |
| 2011 | "Inevitável"                                                  | Pra Ser Feliz                      |
| 2012 | "Não Ama Quem Te Ama"                                         | Pra Ser Feliz                      |
| 2015 | "O Que o Ouro Não Arruma"                                     | Trilha sonora de Êta Mundo Bom!    |

## Videografia

### DVDs
| Detalhes do álbum |
| --- |
| Ao Vivo - Lançamento: 1 de outubro de 2001 - Gravadora: Warner Music                                                        |
| 20 Anos de Carreira - Ao Vivo - Lançamento: 2003 - Gravadora: Warner Music                                                  |
| Te Amo Cada Vez Mais - Ao Vivo - Lançamento: 18 de novembro de 2005 - Gravadora: Warner Music                               |
| Raízes - Lançamento: 10 de abril de 2010 - Gravadora: Som Livre                                                             |
| 30 Anos - O Musical - Lançamento: 16 de outubro de 2013 - Gravadora: Sony Music                                             |
| In Concert em Brotas - Lançamento: 23 de outubro de 2015 - Gravadora: Universal Music                                       |
| Daniel - Lançamento: 16 de novembro de 2016 - Gravadora: Universal Music                                                    |
| Show Homenagem a Nossa Senhora Aparecida - Lançamento: 13 de outubro de 2019 - Gravadora: Daniel Promoções Artísticas Ltda. |
| Meu Reino Encantado - De Pai pra Filho - Lançamento: 2 de setembro de 2022 - Gravadora: Daniel Promoções Artísticas Ltda.   |
| 40 Anos - Celebra João Paulo & Daniel - Lançamento: 12 de maio de 2023 - Gravadora: Daniel Promoções Artísticas Ltda.       |

### Videoclipes
| Detalhes do videoclipe |
| --- |
| Adoro Amar Você - Lançamento: 1998 - Gravadora: Warner Music - Diretor(a): Roberto Talma                                                                                 |
| Meu Reino Encantado (part. José Camillo) - Lançamento: 2000 - Gravadora: Warner Music                                                                                    |
| Quando o Coração Se Apaixona - Lançamento: 2000 - Gravadora: Warner Music - Diretor(a): João Elias Jr.                                                                   |
| Seus Beijos - Lançamento: 2001 - Gravadora: Warner Music |
| Vida Minha - Lançamento: 2002 - Gravadora: Warner Music - Diretor(a): Karina Ade                                                                                         |
| Dá-me, Dá-me (Dame Dame) - Lançamento: 2002 - Gravadora: Warner Music - Diretor(a): Elaine Cesar                                                                         |
| Encantos da Natureza (part. José Camillo) - Lançamento: 2003 - Gravadora: Warner Music - Diretor(a): Kleber Santos                                                       |
| Jogado na Rua - Lançamento: 2004 - Gravadora: Warner Music |
| Desatino - Lançamento: 2005 - Gravadora: Warner Music |
| Pra Ser Feliz - Lançamento: 29 de julho de 2012 - Gravadora: Sony Music - Diretor(a): Renato Diniz Ferreira                                                              |
| Tantinho - Lançamento: 25 de fevereiro de 2013 - Gravadora: Sony Music - Diretor(a): Junior Jacques                                                                      |
| Meu Mundo e Nada Mais (part. Guilherme Arantes) - Lançamento: 21 de abril de 2014 - Gravadora: Sony Music - Diretor(a): Mess Santos                                      |
| Estou Apaixonado (Estoy Enamorado) (part. Thalía) - Lançamento: 14 de maio de 2014 - Gravadora: Sony Music                                                               |
| A Paz (Heal the World) - Lançamento: 17 de dezembro de 2015 - Gravadora: Universal Music                                                                                 |
| Inevitavelmente - Lançamento: 1 de agosto de 2016 - Gravadora: Universal Music - Diretor(a): Jacques Junior                                                              |
| Desandou - Lançamento: 5 de outubro de 2017 - Gravadora: Universal Music - Diretor(a): Renato Ferreira                                                                   |
| Heal the World / A Paz (part. The Melisizwe Brothers) - Lançamento: 21 de dezembro de 2018 - Gravadora: ONErpm - Diretor(a): Marcelo Amiky e Mediaarts                   |
| Casava de Novo - Lançamento: 8 de março de 2019 - Gravadora: Dissenso Studio - Diretor(a): Marcelo Monegal                                                               |
| Além da Vida - Lançamento: 18 de outubro de 2019 - Gravadora: Dissenso Studio - Diretor(a): Márcinho Bertolone e Bernardo Fazio                                          |
| Tudo na Vida Passa - Lançamento: 24 de abril de 2020 - Gravadora: East West Recording Studios e Move Studio - Diretor(a): Bruna Franco                                   |
| Você Não Vai Me Encontrar (Ya No Me Vas Encontrar) - Lançamento: 12 de julho de 2020 - Gravadora: East West Recording Studios - Diretor(a): Fernanda Belluci             |
| Eu Não Te Amo - Lançamento: 18 de setembro de 2020 - Gravadora: East West Recording Studios e Move Studio - Diretor(a): Bruna Franco                                     |
| Te Trago à Tona - Lançamento: 13 de novembro de 2020 - Gravadora: Studio Vip - Diretor(a): Breno Wallace                                                                 |
| Amei Uma Vez Só - Lançamento: 21 de janeiro de 2021 - Gravadora: Dissenso Studio - Diretor(a): Bernardo Fazio                                                            |
| Anjo (Angel) (part. Jon Secada) - Lançamento: 26 de março de 2021 - Gravadora: Studio Vip e Circle House Studio - Diretor(a): Marcelo Monegal                            |
| Tempo - Lançamento: 10 de dezembro de 2021 - Gravadora: Opus Entretenimento e Daniel Promoções - Diretor(a): Giuliano Zanelato                                           |
| Adoro Amar Você (part. Vitor Kley) - Lançamento: 9 de setembro de 2022 - Gravadora: Daniel Promoções Artística Ltda. - Diretor(a): Amélio Fazio                          |
| Romaria (part. Seu Jorge) - Lançamento: 12 de outubro de 2022 - Gravadora: Daniel Promoções Artística Ltda. - Diretor(a): Matheus Possebon                               |
| Tantinho (part. Lara) - Lançamento: 11 de novembro de 2022 - Gravadora: Daniel Promoções Artística Ltda. - Diretor(a): Américo Fazio                                     |
| Tocando em Frente (part. Priscilla Alcântara) - Lançamento: 9 de dezembro de 2022 - Gravadora: Daniel Promoções Artística Ltda. - Diretor(a): Amélio Fazio               |
| Estou Apaixonado (Estoy Enamorado) (part. Iza) - Lançamento: 3 de fevereiro de 2023 - Gravadora: Daniel Promoções Artística Ltda. - Diretor(a): Américo Fazio            |
| Desejo de Amar (part. Duda Beat) - Lançamento: 10 de março de 2023 - Gravadora: Daniel Promoções Artística Ltda. - Diretor(a): Américo Fazio                             |
| Te Amo Cada Vez Mais (To Love You More) (part. Gloria Groove) - Lançamento: 2 de junho de 2023 - Gravadora: Daniel Promoções Artística Ltda. - Diretor(a): Américo Fazio |

### Lyric Videos
| Detalhes do Lyric Video                                                           |
| --------------------------------------------------------------------------------- |
| Maravida - Lançamento: 17 de junho de 2013 - Gravadora: Sony Music                |
| Fale um Pouco de Você - Lançamento: 11 de outubro de 2013 - Gravadora: Sony Music |

## Participações em outros projetos

### Álbuns de estúdio
- 1998 - Brasil São Outros 500 - CD 1 - Faixa 4 - Meu País - com Stella Miranda e Faixa 9 - Entidade Universal (Eu) - com Carlinhos Brown, Xuxa, Alcione, Emílio Santiago, Carlinhos de Jesus, Stella Miranda, Moreira da Silva, Gabriel, o Pensador, Ney Matogrosso, Hebe Camargo, Djavan, Letícia Sabatella, João Bosco, Antonio Nóbrega, Maitê Proença, Elba Ramalho, Miguel Falabella, Gilberto Gil, Carolina Ferraz, Fernanda Abreu, Linine Du Moscovis, Velha Guarda da Mangueira, Chico Buarque, Fernanda Montenegro, Paulinho da Viola, Camila Pitanga, Nana Caymm, Marco Nanini, Daniela Mercury, Ivete Sangalo, Marisa Orth, Milton Nascimento, Marília Pêra, Zeca Pagodinho, Marieta Severo, Maria Bethânia, Vera Holts[158]
- 1998 - Tributo a Leandro - Faixa 4 - Mexe Mexe[159]
- 1999 - Roberto Carlos e as Maiores Estrelas da Nossa Música Junto Numa Mesma Oração a Nossa Senhora - Faixa 1 - Nossa Senhora - com Roberto Carlos, Paulo Ricardo, Leonardo, Hebe Camargo, Zezé di Camargo, Vavá, Xuxa, Chitãozinho & Xororó, Salgadinho, Eliana, Rodriguinho, Fábio Jr., Padre Antônio Maria, Netinho, Rick & Renner, Leandro Lehart, Roberta Miranda, Wando, Péricles, Crystian & Ralf, Joanna, Waguinho, Gian, Belo[160]
- 2000 - Nóis É Caubói (Nóis É Xiki Nú Úrtimo) - Faixa 7 - Nóis É Caubói (Nóis É Xiki Nú Úrtimo) - com Cezar & Paulinho[161]
- 2000 - Jesus Verbo Não Substantivo - Faixa 1 - Jesus Verbo Não Substantivo - com Padre Marcelo Rossi, Jota Quest, Claudinho & Buchecha, KLB, Maurício Manieri, Alexandre Pires, Ivete Sangalo, Zezé di Camargo & Luciano, Adryana Ribeiro, Bruno & Marrone, Chitãozinho & Xororó, Padre Antônio Maria, Art Popular, Belo, Byafra, Chrystian & Ralf, Dudu Nobre, Exaltasamba, Jerry Adriani, Joanna, Karametade, Katinguelê, Molejo, Negritude Jr., Netinho, Peninha, Pepê & Neném, Pixote, Os Travessos, Rodrigo Faro, Swing & Simpatia, Waguinho e Kiloucura[162]
- 2000 - Mensageiro do Amor - Faixa 1 - Mensageiro do Amor - com Padre Antônio Maria[163]
- 2001 - Ao Meu Brasil - Faixa 7 - Viver a Vida (Gozar La Vida) - com Julio Iglesias[164]
- 2003 - O Nosso Amor - Faixa 14 - Acorda Pra Vida - com Guilherme & Santiago e Rick & Renner[165]
- 2004 - Suave é a Noite - Faixa 5 - Prometo Te Amar Pra Sempre - com Sylvinha Araújo[166]
- 2005 - Zezé di Camargo & Luciano - Faixa 15 - Agora Aguenta Nóis - com Zezé di Camargo & Luciano, Chitãozinho & Xororó, Leonardo, Sérgio Reis, Chrystian & Ralf, Cleiton & Camargo, Bruno & Marrone[167]
- 2007 - Bendito Bento do Brasil - Faixa 11 - Mensageiro do Amor - com Padre Antônio Maria[168]
- 2007 - Direito de Viver: Vol. 7 - Faixa 1 - O Dia do Bem - com Zezé di Camargo & Luciano, Chitãozinho & Xororó, Rio Negro & Solimões, Leonardo, Bruno & Marrone, Rick & Renner, Fábio Jr., Edson & Hudson, Sérgio Reis, Gian & Giovani, Milionário & José Rico, Gino & Geno, Teodoro & Sampaio, Eduardo Costa, Althair & Alexandre, Guilherme & Santiago, César Menotti & Fabiano, Cezar & Paulinho, Ivete Sangalo e Faixa 10 - Quando Eu Quero Falar Com Deus[169]
- 2008 - Tributo das Estrelas Pelo Bem - Faixa 1 - Pai Nosso - com Babado Novo, Raimundo Fagner, Fafá de Belém, Simone, Chitãozinho & Xororó, Ivete Sangalo, Guilherme & Santiago, Mauricio e Mauri, Banda Calypso, Eliana Bezerra, Toquinho e André Valadão e Faixa 8 - Meu Pai[170]
- 2009 - Sou Eu - Faixa 11 - Chore no Meu Ombro - com Hugo & Tiago[171]
- 2010 - Procurando um Grande Amor - com Franco Levine[172]
- 2013 - Thalía - Faixa 4 - Estou Apaixonado (Estoy Enamorado) - com Thalía[173]
- 2013 - Xuxa só para Baixinhos 12: É pra Dançar - Faixa 11 - Eu Adoro Dançar (Duncan) - com Xuxa e Lara Camillo[174]
- 2013 - Estrelas de Natal - Faixa 1 - A Paz (Heal the World)[175]
- 2014 - Padre Zezinho SCJ: Tributo a um Pioneiro - Faixa 8 - Utopia[176]
- 2015 - Foi Deus - Faixa 4 - Só Dá Você Na Minha Vida / Hoje Eu Sei - com Rick Sollo[177]
- 2015 - Entre Amigos - Faixa 3 - Graças de Deus - com Padre Reginaldo Manzotti[178]
- 2019 - Encontros - Faixa 9 - Assim Caminha a Humanidade - com Yahoo[179]
- 2019 - Acústico de Novo - Faixa 5 - Cheiro de Terra - com Zé Neto & Cristiano[180]

### Álbuns ao vivo
- 1998 - Amigos: Vol. 3 - Faixa 9 - Canção da América (Unencounter) - com Chitãozinho & Xororó e Zezé di Camargo & Luciano[181]
- 2000 - Brasil 500 Anos - Faixa 1 - Planeta Água - com Chitãozinho & Xororó e Faixa 11 - Hino Nacional Brasileiro - com Chitãozinho & Xororó, Sandy & Júnior, Moraes Moreira, Elba Ramalho, Daniela Mercury, Maurício Manieri, Barão Vermelho, Titãs, Elza Soares, Paulo Ricardo, Ivete Sangalo, Os Paralamas do Sucesso, Raimundos, Fat Family, Ivan Lins e Paulo Henrique[182]
- 2001 - Amigos Pra Valer: Vol. 1 - Faixa 5 - Te Amo Cada Vez Mais (To Love You More) - com Chitãozinho & Xororó e Luciano e Faixa 15 - Canção da América (Unencounter) - com Chitãozinho & Xororó e Zezé di Camargo & Luciano
- 2001 - Direito de Viver: Ao Vivo - Faixa 2 - Romaria - com Zezé di Camargo & Luciano[183]
- 2003 - Zezé di Camargo & Luciano e Amigos - Faixa 9 - Te Amo Cada Vez Mais (To Love You More) - com Luciano, Chitãozinho e Leandro[184]
- 2004 - Roberto Leal & Amigos de Jorge Amado a Pessoa: Uma Carreira em Dueto - Faixa 5 - Desencontro - com Roberto Leal[185]
- 2004 - Peão Nativa FM 95,3 - Faixa 13 - Rosto Molhado / Pode Passar o Rodo / Peão Apaixonado[186]
- 2005 - É Pra Sempre Te Amar: Ao Vivo - Faixa 8 - Som e Imagem - com Guilherme & Santiago[187]
- 2006 - Abraçando Sonhos - Faixa 12 - Ninguém Te Ama Como Eu (Nadie Te Ama Como Yo) - com Padre Antônio Maria e Faixa 13 - Quem é Ele? - com Padre Antônio Maria, Guilherme & Santiago e Regis & Rian[188]
- 2006 - Amor Além da Vida: Ao Vivo - Faixa 18 - Rosto Molhado - com Cezar & Paulinho e Faixa 19 - A Loira do Carro Branco / Fazenda São Francisco (Maior Proeza) - com Cezar & Paulinho e José Camillo[189]
- 2008 - Paz Sim, Violência Não: Vol 1 - Faixa 10 - Marcas do Que Se Foi - com Padre Marcelo Rossi[190]
- 2008 - Em Casa - Faixa 16 - Cheguei Tarde Demais - com Alexandre Pires[191]
- 2010 - Emoções Sertanejas - Faixa 15 - Quando - com Zezé di Camargo & Luciano, Faixa 16 - Do Fundo do Coração e Faixa 22 - Eu Quero Apenas - com Roberto Carlos, Bruno & Marrone, Chitãozinho & Xororó, César Menotti & Fabiano, Gian & Giovani, Milionário & José Rico, Rionegro & Solimões, Victor & Leo, Zezé di Camargo & Luciano, Sérgio Reis, Leonardo, Roberta Miranda, Martinha, Nalva Aguiar e Elba Ramalho[192]
- 2011 - Chitãozinho & Xororó: 40 Anos Entre Amigos - Faixa 9 - No Rancho Fundo - com Chitãozinho & Xororó e Faixa 19  - Planeta Azul - com Edson, Cezar & Paulinho, Milionário & José Rico, Sérgio Reis, Gian & Giovani, Rick & Renner, Rionegro & Solimões, Zezé di Camargo & Luciano, César Menotti & Fabiano, Bruno & Marrone, Roberta Miranda, Leonardo, Victor & Leo[193]
- 2011 - Erguei as Mãos: Vol. 2 - Faixa 6 - Ninguém Te Ama Como Eu (Nadie Te Ama Como Yo) - com Padre Antônio Maria
- 2011 - Hebe: Mulher e Amigos - Faixa 1 - O Que É, O Que É? - com Hebe Camargo, Alcione, Ivan Lins, Maria Rita, Bruno & Marrone, Paula Fernandes, Daniel Boaventura, Gilberto Gil, Leonardo, Barra da Saia, Chitãozinho & Xororó, Fábio Jr., Zezé di Camargo & Luciano e Max Wilson e Faixa 17 - Como é Grande o Meu Amor Por Você - com Hebe Camargo[194]
- 2012 - Chega Junto - Faixa 4 - Fora de Mim - com Vinicius Loyola[195]
- 2013 - Cabocla Sou Eu - DVD 2 - Faixa 19 - Cabocla Tereza - com Inezita Barroso[196]
- 2014 - Bem Sertanejo - Faixas 5 - Hoje Eu Sei / Página de Amigos - com Michel Teló e Rick Sollo e Faixa 16 - Mágoa de Boiadeiro - com Michel Teló[197]
- 2015 - 15 Anos - Faixa 14 - Minha Vida Não é Vida Sem Você - com Banda Calypso[198]
- 2015 - Concerto de Natal - Faixa 4 - Pai Nosso - com Agnaldo Rayol[199]
- 2015 - Up! Tour - Faixa 15 - Ela Quer Ser Alguém - com Larissa Manoela[200]
- 2016 - Maestro Pinocchio: Meus Amigos e Minhas Músicas - Faixa 4 - Tá Faltando Amor e Faixa 5 - Te Cuida, Coração - com Pinocchio[201]
- 2016 - Acústico na Sala - Faixa 11 - Os Amantes e Faixa 12 - Adoro Amar Você / Evidências - com Ana Clara[202][203]
- 2017 - Histórico - Faixas 19 - Eu Amo Te Amar e Faixa 20 - Muito Prazer - com Zé Henrique & Gabriel[204][205]
- 2018 - Novo Sonho - Faixa 5 - Malícia de Mulher - com Cantor Gabriel'[206]
- 2019 - 30 Anos: Ao Vivo - Faixa 21 - Valeu Meu Velho - com Joel Marques[207]
- 2019 - Luiz Vieira: 90 Anos - Faixa 1 - Paz do Meu Amor[208]
- 2020 - Classics - Faixa 3 - Adoro Amar Você e  Faixa 4 - Primavera - com Maurício Manieri[209]
- 2020 - Caçulinha: 60 Anos de Música - Faixa 3 - Fogão de Lenha - com Caçulinha[210]
- 2022 - As Galvão Soberanas - Faixa 13 - Cheiro de Relva - com As Galvão[211]
- 2023 - Roupa Nova 40 Anos - Faixa 22 - A Lenda - com Roupa Nova[212]
- 2024 - Clássicos de Ouro - Minha Estrela Perdida - com Lais Yasmin
- 2025 - Minhas Canções - Adoro Amar Você / Se Você Quiser Voltar / Com Qual Carícia / Vai Dar Samba / Seus Beijos - com Peninha

### Extended plays(EP)
- 2019 - #Isso é Churrasco - EP 3 - Faixa 2 - Garanhão da Madrugada / Paixão de Peão / É Problema Meu / Quebrando Tudo / É Disso Que o Velho Gosta - com Fernando & Sorocaba[213]
- 2019 - PPNatal - Faixa 1 - Natal Todo Dia - com Patati Patatá[214]
- 2019 - Pelo Brasil - EP 1 - Faixa 3 - Indiferença - com Juliano Cezar[215]
- 2021 - Para Sempre - EP 1 - Faixa 4 - Rumo a Goiânia - com Juliano Cezar[216]

### Álbuns de compilação
- 2001 - Amigos Pra Valer: Vol. 3 - Faixa 4 - Estou Apaixonado (Estoy Enamorado) / Evidências - com João Paulo e Chitãozinho & Xororó
- 2002 - 70 Anos da Melhor Música Sertaneja: Vol. 5 - Faixas 2 - Estou Apaixonado (Estoy Enamorado) - com João Paulo e Faixa 9 - Cheiro de Relva[217]
- 2002 - Entre Amigos - Faixa 3 - Saudade da Minha Terra - com João Paulo e Chitãozinho & Xororó
- 2002 - Direito de Viver: Vol. 2 - Faixa 5 - Tocando em Frente - com Almir Sater
- 2006 - O Melhor de Amigos - Faixa 5 - Evidências - com João Paulo e Chitãozinho & Xororó e Faixa 10 - Canção da América (Unencounter) - com Chitãozinho & Xororó e Zezé di Camargo & Luciano[218]
- 2006 - Direito de Viver: Vol. 6 - Faixa 11 - Desatino
- 2006 - Barretos 2006: 51 Anos - Faixa 13 - Pra Tudo Se Dá Um Jeito - com Liu & Léo[219]
- 2006 - Barretão 2006 - Faixa 16 - Vida de Pescador - com Althair & Alexandre[220]
- 2008 - Direito de Viver: Vol. 8 - Faixa 12 - Meu Pai
- 2009 - Direito de Viver: Vol. 9 - Faixa 14 - Coração de Menino
- 2010 - Direito de Viver: Vol. 10 - Disco 2 - Faixa 4 - Disparada e Faixa 16 - O Dia do Bem - com Zezé di Camargo & Luciano, Chitãozinho & Xororó, Rio Negro & Solimões, Leonardo, Bruno & Marrone, Rick & Renner, Fábio Jr., Edson & Hudson, Sérgio Reis, Gian & Giovani, Milionário & José Rico, Gino & Geno, Teodoro & Sampaio, Eduardo Costa, Althair & Alexandre, Guilherme & Santiago, César Menotti & Fabiano, Cezar & Paulinho, Ivete Sangalo
- 2012 - Direito de Viver: Vol. 12 - CD 1 - Faixa 10 - Do Outro Lado do Rádio
- 2014 - O Melhor de Barretos - Faixa 6 - Tantinho
- 2015 - Sertanejo Só Românticas - Faixa 4 - Inevitavelmente e Faixa 14 - Toda Forma de Amor[221]
- 2016 - Direito de Viver: Vol. 16 - CD 1 - Faixa 18 - Apenas Mais Uma de Amor[222]
- 2017 - Direito de Viver: Vol. 17 - Faixa 5 - Inevitavelmente

### Trilhas sonoras
- 1999 - Trilha sonora de Xuxa Requebra - Faixa 2 - No Ponto Pra Mim[223]
- 2001 - Trilha sonora de Pícara Sonhadora - Faixa 2 - Estou Apaixonado (Estoy Enamorado)[224]
- 2002 - Trilha sonora de Esperança - Esperança (tema de abertura alternativo)[225]
- 2003 - Trilha sonora de Didi: O Cupido Trapalhão - Faixa 1 - Um Coração em um Milhão e Faixa 6 - Pense Positivo[226]
- 2005 - Trilha sonora de América Vol. 1 - Faixa 8 - Os Amantes[227]
- 2005 - Trilha sonora de América Vol. 2 - Faixa 4 - Os Amantes[228]
- 2008 - Trilha sonora de A Favorita - Faixa 3 - Difícil Não Falar de Amor[229]
- 2010 - Trilha sonora de Araguaia - Faixa 4 - Disparada[230]
- 2013 - Trilha sonora de Amor à Vida - Faixa 15 - Maravida[231]
- 2015 - Trilha sonora de Êta Mundo Bom! - Faixa 3 - O Que o Ouro Não Arruma[112]
- 2017 -  Trilha sonora de Belaventura - Faixa 7 - Apenas Mais Uma de Amor[232]
- 2019 - Trilha sonora de Ouro Verde - Casava de Novo (tema de abertura)[233]
- 2022 - Trilha sonora de Pantanal - Viva o Nosso Amor[103]
- 2023 - Trilha sonora de Fuzuê - Faixa 15 - Desejo de Amar - com Duda Beat[234]

### Singles
- 1998 - Abre o Coração - com Xuxa e Fat Family
- 2017 - Romaria - com Maria Rita, Thiaguinho, Padre Fábio de Melo e Renato Teixeira[235]
- 2018 - A Nossa Voz - com Andreas Kisser, Maria Gadú, Projota, Tonny & Kleber, Elba Ramalho, Michel Teló, Rappin' Hood, Karol Conká, Sandy & Júnior, Allison Lima, Marcos & Belutti, Família Lima, Chitãozinho & Xororó, Caetano Veloso, Toni Garrido, Paulo Miklos, Luan Santana, Gilberto Gil, Rogério Flausino, Paula Fernandes, Negra Li, Ivete Sangalo, Alcione, Thiaguinho e Seu Jorge[236]
- 2019 - Renova-me - com Analaga[237]
- 2019 - Eu Quero / Vou Ganhar Você - com Peninha[238][239]
- 2020 - Mãe da Piedade - com Elba Ramalho, Leo Chaves e Denise Gomes[240]
- 2020 - Seu Jeito, Meu Jeito - com Roupa Nova[241]
- 2020 - Avião - com Carlinhos Brown, Fábio Jr., Sandra de Sá, Marcos & Belutti, Rodrigo Faro, Tiago Abravanel, Vitor Kley, Afonso Nigro, Roberta Miranda, Rogério Flausino, Kaê Guajajara, Nando Reis, Di Ferrero, Alejandro Sanz, Dani Alves, Milton Guedes[242]
- 2021 - Acredite! Vai Passar - com Rick & Renner, Fernando & Sorocaba, Bruno & Marrone, Lauana Prado, Paula Fernandes, Carol Valentim, Nayra Days, Jorge & Mateus, César Menotti & Fabiano, Léo & Junior, Eric Silver, Guilherme & Benuto, Rionegro & Solimões e Edson & Hudson[243]
- 2021 - Não Aprendi Dizer Adeus - com Juliano Cezar[244]
- 2022 - Peão - com Sérgio Reis[245]
- 2022 - Endereço - com João Bosco & Vinícius[246]

### Propagandas e canções beneficentes
| Ano  | Música                      | Marca          |
| ---- | --------------------------- | -------------- |
| 2015 | Eu, Você e o Nosso Colchão  | Colchões Gazin |
| 2015 | Pra Mulher, Sempre o Melhor | Colchões Gazin |
| 2015 | Por Toda a Minha Vida       | Colchões Gazin |
| 2016 | Natal na Estrada            | Grupo CCR      |
| 2017 | Hino ao Motorista           | Mercedes-Benz  |
| 2023 | Amor Que Atravessa o Tempo  | Cartago        |

| Ano  | Música             | Causa                                        |
| ---- | ------------------ | -------------------------------------------- |
| 2011 | Carinho de Verdade | Exploração sexual de crianças e adolecentes. |
| 2011 | Quem Ama Abraça    | Violência contra a mulher.                   |

### Outros
Programa Versões - 4ª Temp. Ep. 5 - Daniel canta Roberto Carlos (2018)
- Amigo
- Como é Grande o Meu Amor Por Você
- Como Vai Você
- Do Fundo do Meu Coração
- Quando
- Detalhes
- Caminhoneiro (Gentle On My Mind)
- O Portão
- Outra Vez
- Sentado à Beira do Caminho
- Debaixo dos Caracóis dos Seus Cabelos
- Esse Cara Sou Eu
- À Distância
- É Preciso Saber Viver
- Discurso Ensaiado / citação musical: Adoro Amar Você

Acordes da Esperança (2020)
- Mãe Aparecida
- Nossa Senhora
- Quando Eu Quero Falar Com Deus
- Raridade
- Renova-me
- Pra Ser Feliz
- Oração de São Franscisco
- Ninguém Explica Deus
- Ninguém Te Ama Como Eu (Nadie Te Ama Como Yo)
- Sonda-me
- Paz do Meu Amor
- Romaria